# نورودوم کانتول
نورودوم کانتول (انگلیسی: Norodom Kantol)؛ زادهٔ ۱۵ سپتامبر ۱۹۲۰ – درگذشته ۱۹۷۶) یک سیاست‌مدار اهل کامبوج بود.